# Croitorul mare al stejarului
Cerambyx cerdo (sau Croitorul mare al stejarului) este unul din cele mai mari coleoptere europene. Lungimea corpului este de 35–55 mm, culoarea - neagră cu nuanțe de maro și marginile elitrelor roșietice. Partea ventrală și picioarele sunt acoperite cu perișori gri. Adulții apar din mai până în iunie, de obicei sunt activi noaptea. Se hrănesc cu seva copacilor infiltrată prin fisurile din scoarță.

## Protecție
Este inclus în Cartea Roșie a Republicii Moldova și a Lituaniei, Ucrainei, Belarusului și în Lista roșie a IUCN